# Salmacis roseoviridis
Espèce
Salmacis roseoviridis est une espèce d'oursin régulier tropical de la famille des Temnopleuridae.

## Description
C'est un oursin régulier de forme presque sphérique mais légèrement conique. Les piquants (« radioles ») sont de fines aiguilles courtes et cylindriques. Leur coloration est très similaire à celle des Salmacis bicolor, avec une base rougeâtre, une extrémité verdâtre, et des annulations pourpres sur fond vert ; ils sont toutefois moins densément disposés. 
Au niveau squelettique, les tubercules sont de petit diamètre, laissant des plaques en grande partie nues, et le test est vert orné de suites longitudinales de losanges roses. Les pédicellaires tridactyles portent également des dents latérales très caractéristiques. 

## Répartition
Cet oursin se rencontre dans l'océan Indien. C'est une espèce assez rare, et sur laquelle on sait peu de choses.